# Sommieria leucophylla
Sommieria leucophylla Becc. – gatunek rośliny z monotypowego rodzaju Sommieria Becc. z rodziny arekowatych. Występuje endemicznie na Nowej Gwinei, w podszycie tropikalnych wilgotnych lasów nizinnych.
Nazwa naukowa rodzaju honoruje Stefano Sommiera, włoskiego botanika żyjącego w latach 1842-1922. Epitet gatunkowy oznacza „o białych liściach”.

## Morfologia
PokrójMałe, o krótkim pniu, polikarpiczne, jednopienne palmy.
PieńKłodzina naga, z bardzo gęstymi bliznami po liściach, czasami także z wiązkami korzeni powietrznych.
LiścieLiczne. Pochwy liściowe gęsto kutnerowate, z czasem rozszczepiające się nieregularnie i rozpadające na splecioną masę włókien. Ogonki liściowe krótkie, doosiowo kanalikowate, odosiowo zaokrąglone, owłosione. Oś główna liścia doosiowo kanalikowata u nasady, dystalnie kanciasta, odosiowo zaokrąglona, stopniowo zwężająca się. Blaszki liściowe dwudzielne, niekiedy u nasady z jedną parą wąskich, spiczastych segmentów, pierzasto żebrowane, wierzchołkowo niemal całobrzegie lub wrębne, zgodnie z ułożeniem żebrowania blaszki. Doosioowo drobno łuskowate, odosiowo nagie lub gęsto, biało kutnerowate.
KwiatyZebrane w pojedynczy, wyprostowany kwiatostan, wyrastający spomiędzy liści na bardzo długim, smukłym, eliptycznym na przekroju pędzie kwiatostanowym. Podsadka rurkowata, błoniasta, osadzona na wierzchołku pędu kwiatostanowego, przed kwitnieniem mniej więcej otulająca kwiatostan. Główna oś kwiatostanu bardzo krótka. Osie drugiego rzędu nieliczne (poniżej 12), ułożone spiralnie na osi głównej, zwisłe, smukłe, wydłużone, gęsto ciemnobrązowo kutnerowate, każda wsparta bardzo drobną podsadką. Kwiaty wyrastające po trzy w zagłębieniach na całej długości każdej osi, wsparte drobno ząbkowatymi przysadkami. Kwiaty męskie krótko szypułkowe. Okwiat złożony z dwóch trzylistkowych okółków. Listki jednego okółka zaokrąglone, łuskowate, kapturkowate, z wydatnym podłużnym grzbietem, prążkowane. Listki drugiego okółka dwukrotnie dłuższe, jajowato-trójkątne, o przylegających krawędziach. Sześć pręcików o nitkach bardzo krótko zrośniętych u nasady, mięsistych, szydłowatych, w jednym okółku znacznie dłuższych niż w drugim. Główki pręcików krótkie, trójkątne, mniej więcej obrotne. Słupek jałowy, o szyjce długości dłuższego okółka okwiatu, kolumnowatej, mniej więcej kanciastej. Kwiaty żeńskie większe od męskich. Okwiat kulistawy. Listki jednego okółka wolne lub krótko zrośnięte, zaokrąglone, silnie nachodzące na siebie. Listki drugiego okółka mniej więcej tej samej wielkości, wolne lub krótko zrośnięte, zaokrąglone, zachodzące na siebie z wyjątkiem krótkich, trójkątnych wierzchołków. Prątniczki od 3 do 6, ząbkowate. Zalążnia jednokomorowa, jednozalążkowa, jajowata. Szyjki słupka trzy, wierzchołkowe, odgięte.
OwoceDrobne, kulistawe pestkowce. Egzokarp gładki, brązowy, szybko pękający i odpadający po dojrzeniu. Mezokarp popękany na stożkowate lub sześciokątnie ostrosłupowate, korkowate, różowawe brodawki z brązowymi końcami i białą nasadą, po wyschnięciu ciemnobrązowe. Endokarp cienki, zdrewniały, ściśle przylegający do nasiona. Nasiona kulistawe.
GenetykaLiczba chromosomów 2n = 34.

## Systematyka
Pozycja systematycznaRodzaj Sommieria należy do plemienia Pelagodoxeae w podrodzinie Arecoideae w rodzinie arekowatych (Arecaceae).